# 주천중학교 (전북)
주천중학교(朱川中學校)는 대한민국 전북특별자치도 진안군 주천면 주양리에 있는 공립 중학교이다.

## 학교 연혁
- 1953년 5월 1일 : 주천고등공민학교 개교
- 1969년 12월 2일 : 주천중학교 인가(6학급)
- 1970년 3월 10일 : 주천중학교 개교(승격)
- 1971년 2월 28일 : 주천고등공민학교 폐교 (제16회 졸업, 총 졸업생수 419명)
- 2024년 2월 2일 : 제52회(통합68회) 졸업식 (졸업생 2명, 총 졸업생수 3,261명)
- 2024년 3월 1일 : 제18대 김지성 교장 취임
- 2024년 3월 4일 : 입학(신입생 4명)

## 참고 자료
- 주천중학교 - 한국교육학술정보원 학교알리미